# Фенозолон
Фенозолонът е лекарство, разработено от лабораториите „Дус“ (на френски: Dausse) през 1960 г., подобно на пемолина, което е с психоактивно действие и се използва при различни форми на психична астения.
При експерименти с животни фенозолонът, действащ като агент, освобождаващ норадреналин и допамин, изглежда, оказва психотонично действие, което се изразява в ясно повишаване на двигателната активност и устойчивост на умора.

## Странични ефекти
Сред възможните нежелани реакции на фенозолона са сухота в устата, тахикардия, безсъние, тремор, нервност и промяна в обичайното поведение.

## Противопоказания
Съединението е противопоказано при лица, страдащи от сериозни сърдечносъдови заболявания, хипертиреоидизъм, епилепсия, психотични прояви, закритоъгълна глаукома. Фенозолонът, принадлежащ към класа на амфетамините, може да предизвика зависимост, ако се прилага за дълъг период от време. Докладвани са случаи на злоупотреба и прием на лекарството с цел удоволствие. Употребата на лекарството от спортисти се извършва с цел подобряване на атлетичните постижения, следователно това е допинг, който може да бъде установен чрез тест, изискван от различните спортни федерации. Лечението обикновено не трябва да надвишава 3 – 6 седмици. Приемането на лекарството вечер може да доведе до забавяне на заспиването.

## Терапевтични дози
Обичайната доза е 20 – 30 mg на ден, която трябва да се приема на две разделени дози сутрин и следобед.

## Предозиране
В случай на предозиране могат да се появят сърдечносъдови нарушения (включително артериална хипертония и синусова тахикардия) и неврологични нарушения: състояние на психомоторна възбуда, умствено объркване, халюцинации и тревожност. В тези случаи терапията включва стомашна промивка и прилагане на седативи като хлорпромазин, диазепам или амобарбитал (барбитурат, характеризиращ се с бързо елиминиране) в допълнение към нормалните поддържащи мерки, включително адекватна хидратация на пациента.

## Взаимодействия
Комбинацията с моноаминооксидазни инхибитори (МАОИ) е противопоказана. Освен това взаимодействието е възможно 15 дни след прекратяването на лечението. Не се препоръчва комбинирането на фенозолона с гванетидин: тази комбинация всъщност значително намалява антихипертензивния ефект на гванетидина. Трябва да се избягва приемът на други психотонични вещества. По време на лечението с фенозолон е препоръчително пациентът да намали консумацията на кафе, чай и всички алкохолни напитки.